# 스타트렉: 피카드

스타트렉: 피카드(Star Trek: Picard)는 스트리밍 서비스 CBS 올 액세스(나중에 파라마운트+로 브랜드 변경)를 위해 아키바 골즈먼, 마이클 셰이본, 커스틴 베이어 및 앨릭스 커츠먼이 제작한 미국 SF TV 시리즈이다. 여덟 번째 스타 트렉 시리즈이며 커츠먼의 확장된 스타트렉 유니버스의 일부로 2020년부터 2023년까지 출시되었다. 이 시리즈는 은퇴한 스타플릿 제독 장뤽 피카드(Jean-Luc Picard)에 초점을 맞추고 있다. 이 이야기는 네메시스 (2002년 영화)(2002)에서 해당 캐릭터가 마지막으로 등장한 지 20년 후인 24세기 말에 시작된다.
패트릭 스튜어트(Patrick Stewart)가 피카드 역으로 출연하여 스타 트렉: 더 넥스트 제너레이션 시리즈와 기타 스타트렉 미디어에서 자신의 역할을 재현했다. 앨리슨 필, 이사 브리오네스, 해리 트레더웨이, 미셸 허드, 산티아고 카브레라 및 에반 에바고라도 시즌 1에 출연하며 제리 라이언, 올라 브래디 및 브렌트 스파이너가 시즌 2에 합류한다. 시즌 3에는 스튜어트, 라이언, 허드 및 에드워드 스펠리어스가 출연하며 넥스트 제네레이션 출연진 레바 버턴, 마이클 돈, 조너선 프레이크스, 게이츠 맥패든, 머리나 서티스및 스파이너가 특별 게스트 스타로 출연한다.
스튜어트가 피카드로 주연을 맡은 새 시리즈는 2018년 6월에 처음 소문이 돌았고 그 해 8월에 공식적으로 발표되었다. 시크릿 하이드아웃(Secret Hideout), 위드 레드 픽처스(Weed Road Pictures), 로든베리 엔터테인먼트(Roddenberry Entertainment)와 협력하여 CBS 스튜디오에서 제작했다. 이 시리즈는 이전 프랜차이즈 시리즈보다 더 느리고 캐릭터 중심으로 설계되었으며 매 시즌마다 노년기 Picard의 다양한 측면을 탐구한다. 촬영은 시리즈에 큰 세금 공제를 제공하는 캘리포니아에서 이루어졌으며 두 번째 및 세 번째 시즌의 제작은 연속적으로 이루어졌다. 셰이본은 첫 번째 시즌의 쇼러너를 맡았고, 골즈먼과 테리 마탈라스가 두 번째 시즌을 맡았으며, 마탈라스가 세 번째 시즌의 단독 쇼러너였다.
스타트렉: 피카드는 2020년 1월 23일 CBS 올 액세스에서 첫 방송되었으며, 첫 번째 시즌의 나머지 10개 에피소드는 3월까지 매주 공개되었다. 두 번째 시즌은 2022년 3월부터 5월까지 파라마운트+에서 출시되었으며, 세 번째 시즌은 2023년 2월부터 4월까지 출시되었다. 이 시리즈는 비평가들로부터 전반적으로 긍정적인 평가를 받았으며 보철 메이크업에 대한 프라임타임 에미상를 포함하여 수많은 찬사를 받았다. 동반되는 시리즈 스타트렉: 쇼트트렉스(Star Trek: Short Treks)의 에피소드를 포함하여 시리즈를 기반으로 여러 연계 프로젝트가 제작되었다. 출연진, 제작진, 팬들은 일반적으로 스타트렉: 레거시(Star Trek: Legacy)라는 잠재적인 스핀오프/속편 시리즈에 관심을 표명했다.